# Yageo
Yageo Corporation é uma empresa que produz componentes eletrônicos situada em Taiwan. A empresa é especializada em componentes passivos como resistores, capacitores e indutores.
Yageo comprou a empresa dinamarquesa Vitrohm (fundada em 1933) em 1996.  Foi adquirida sob os nomes Phycomp e Ferroxcube da Philips Electronics.
Em 2002, Yageo comprou Stellar.